# El Trapichillo
El Trapichillo är en ort i Mexiko.   Den ligger i kommunen Tepic och delstaten Nayarit, i den centrala delen av landet, 600 km väster om huvudstaden Mexico City. El Trapichillo ligger 685 meter över havet och antalet invånare är 884.
Terrängen runt El Trapichillo är huvudsakligen kuperad, men söderut är den bergig. Terrängen runt El Trapichillo sluttar norrut. Runt El Trapichillo är det ganska tätbefolkat, med 199 invånare per kvadratkilometer. Närmaste större samhälle är Tepic, 11,4 km sydost om El Trapichillo. Omgivningarna runt El Trapichillo är en mosaik av jordbruksmark och naturlig växtlighet.